# Ludwig Kübler
Ludwig Kübler, född 2 september 1889 i Unterdill, München, död (avrättad) 18 augusti 1947 i Ljubljana, var en tysk general (General der Gebirgstruppe) i andra världskriget. Kübler var 1942–1945 befälhavare för bergsjägarna i Jugoslavien. Efter andra världskriget ställdes han i Jugoslavien inför rätta för krigsförbrytelser, dömdes till döden och avrättades.